# Egon Jokel
Egon Jokel (* 28. Juni 1928) ist ein ehemaliger deutscher Fußballspieler, der 1951/52 für die BSG Einheit Pankow in der Oberliga des DDR-Sportausschusses Erstligafußball bestritt.

## Sportliche Laufbahn
Jokel absolvierte nur ein Oberligapunktspiel für die Ost-Berliner Betriebssportgemeinschaft (BSG) Einheit Pankow in deren einzigen Erstligasaison 1951/52. Die Fußballsektion war erst im Sommer 1951 gegründet worden und aus politischen Gründen ohne sportliche Qualifikation anstelle des abgestiegenen VfB Pankow in die DS-Oberliga integriert worden. Die Mannschaft bestand zum Teil aus ehemaligen VfB-Akteuren und überwiegend aus neu hinzugekommenen Spielern. Zu letzteren gehörte auch der 23-jährige Egon Jokel, der zuvor nicht im höherklassigen Fußball aktiv gewesen war. Sein einziges Punktspiel für die Pankower bestritt er am 28. Oktober 1951 in der Begegnung des 10. Oberligaspieltages Einheit Pankow – Motor Gera (1:4), in der er anstelle des nicht einsatzbereiten Willi Ginzel als halblinker Stürmer aufgeboten wurde. Die Mannschaft der BSG Einheit erwies sich im Verlauf der Saison als nicht erstligatauglich und musste absteigen. 
Im Gegensatz zu den schlechten Meisterschaftsergebnissen war Einheit Pankow im DDR-Fußballpokal überraschend erfolgreich. Zwar wurde das Halbfinalspiel gegen Lok Stendal mit 0:1 verloren, doch nach der Disqualifikation der Stendaler wegen des unerlaubten Einsatzes eines Spielers kamen die Pankower doch noch in das Pokalendspiel. Dort trafen sie im September 1952 auf den Vizemeister SG Volkspolizei Dresden. Die Einheit-Mannschaft war chancenlos und unterlag unter Mitwirkung des halblinken Stürmers Jokel mit 0:3.
In der zweitklassigen DDR-Liga gehörte Jokel bis 1954 zum Kader der Pankower und wurde noch in elf Punktspielen eingesetzt, wobei er ein Tor erzielte. Anschließend tauchte er nicht mehr im höherklassigen Fußball auf.